# Вишневский, Александр Александрович (старший)
Алекса́ндр Алекса́ндрович Вишне́вский (11 [24] мая 1906, Казань, Казанская губерния, Российская империя — 19 ноября 1975, Москва) — советский хирург, учёный, доктор медицинских наук, профессор, главный хирург Министерства обороны СССР, генерал-полковник медицинской службы (1963).
Академик АМН СССР (1957; член-корреспондент 1950). Герой Социалистического Труда (1966). Заслуженный деятель науки РСФСР (1956). Лауреат Ленинской премии (1960) и Государственной премии СССР (1970). Член КПСС с 1950 года.
Сын академика А. В. Вишневского.

## Биография

Могила А. А. Вишневского на Новодевичьем кладбище Москвы

Родился 11 (24) мая 1906 года в Казани в семье выдающегося российского советского хирурга Александра Васильевича Вишневского и Раисы Семёновны (Самойловны), дочери разорившегося караимского табачного фабриканта. Окончил Казанский университет. Проходил стажировку у профессора И. В. Домрачева.
В 1936 году А. А. Вишневский защищает докторскую диссертацию на тему «К вопросу о патогенезе и терапии проказы».
Принимал участие в боевых действиях против японских милитаристов в районе реки Халхин-Гол (Монголия) 1939 года, в качестве хирурга-консультанта 1-й армейской группы.
Также принимал участие в советско-финской войне 1939—1940 годов, в качестве главного армейского хирурга 9-й армии.
С началом Великой Отечественной войны — в действующей армии, армейский хирург, главный хирург Волховского, Карельского фронтов.

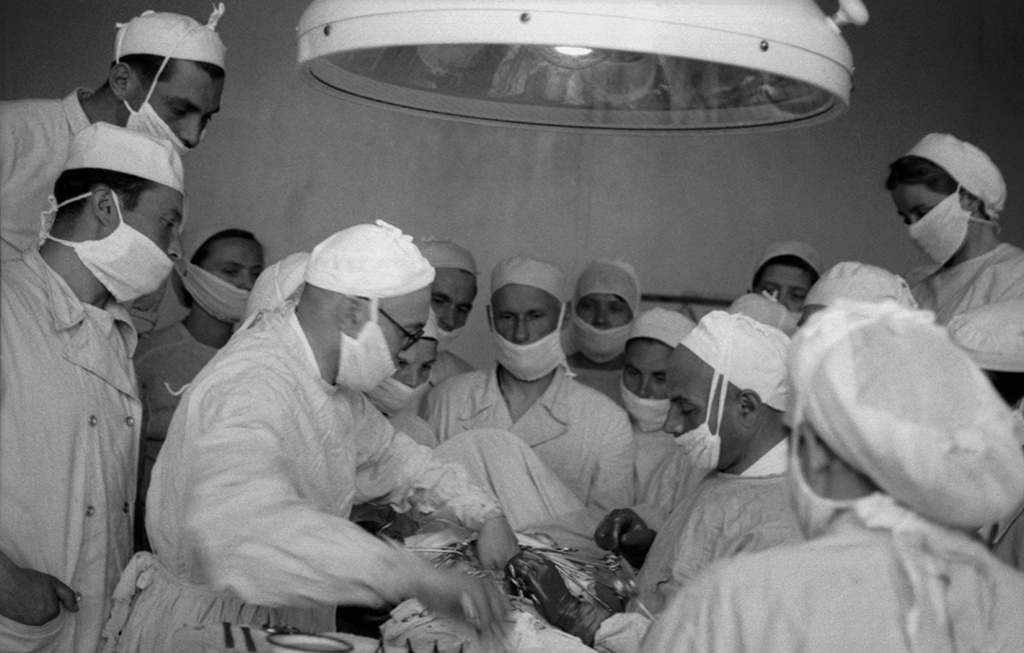
Оперирует Вишневский. Институт хирургии имени А. В. Вишневского. 1948 года.

С 1948 года директор института хирургии им. А. В. Вишневского АМН СССР и одновременно (с 1956 года) главный хирург Советской армии. Член ВКП(б) с 1950 года.
Разрабатывал проблемы обезболивания в хирургии сердца, лёгких и средостения, нервной трофики в хирургии, применения полимеров в хирургии.
В 1953 году впервые в мире он произвёл под местной анестезией операцию на сердце по поводу митрального стеноза. В 1957 году Вишневский провёл первую в СССР успешную операцию на «открытом сердце» с помощью отечественного аппарата искусственного кровообращения. В 1955 году за работы по местному обезболиванию удостоен Международной премии им. Лериша.
Член Международной ассоциации хирургов, почётный член Чехословацкого научного медицинского общества им. Я. Пуркине, общества врачей Швеции, Пьемонтского общества врачей.
Депутат ВС РСФСР 6—8-го созывов.
Жил в Москве.
Скончался 19 ноября 1975 года. Похоронен в Москве на Новодевичьем кладбище (участок № 9). Авторы памятника — скульптор А. Газалиев, архитектор — Э. Барклай.
Дети Александра Александровича Вишневского продолжили медицинскую династию. Его сын — А. А. Вишневский (1939—2013), тоже был хирургом и учёным, а дочь — М. А. Вишневская (1935-2020) почти всю жизнь проработала в детской Филатовской больнице.

## Награды и премии
- Ленинская премия (1960) — за разработку новых операций на сердце и кровеносных сосудах
- Государственная премия СССР (1970) — за предложение, разработку и внедрение в медицинскую практику электроимпульсной терапии аритмий сердца
- Герой Социалистического Труда (1966)
- Три ордена Ленина
- Четыре ордена Красного Знамени
- Орден Отечественной войны I степени
- Орден Отечественной войны II степени
- Два ордена Красной Звезды
- Орден «За службу Родине в Вооружённых Силах СССР» III степени
- Медаль «В ознаменование 100-летия со дня рождения Владимира Ильича Ленина»
- Медаль «За победу над Германией в Великой Отечественной войне 1941—1945 гг.»
- Медаль «20 лет Победы в Великой Отечественной войне 1941—1945 гг.»
- Медаль «30 лет Победы в Великой Отечественной войне 1941—1945 гг.»
- Медаль «За доблестный труд в Великой Отечественной войне 1941—1945 гг.»
- Медаль «XX лет Рабоче-Крестьянской Красной Армии»
- Медаль «40 лет Вооружённых Сил СССР»
- Медаль «50 лет Вооружённых Сил СССР»
- Заслуженный деятель науки РСФСР

## Сочинения
- К проблеме целостности животного организма.
- Гастроэктомия при раке кардии.
- Восстановление уретры после её травматического повреждения.
- Вишневский А. А., Лаврентьев Б. И. Опыт изучения реактивного состояния нейронов // Бюллетень экспериментальной биологии и медицины. — 1939. — Т. 8. — №. 6. — С. 502—505.
- Вишневский А. А., Лаврентьев Б. И. Наблюдения над реактивными свойствами нервного волокна // Бюллетень экспериментальной биологии и медицины. — 1939. — Т. 8. — №. 6. — С. 506—509.
- Вишневский А. В., Вишневский А. А. Новокаиновая блокада и масляно-бальзамические антисептики как особый вид патогенетической терапии. — М.: Издательство Академии медицинских наук СССР. — 1952. — 170 с.
- К учению о травматическом шоке.
- Принципы организации хирургической помощи во фронтовой операции.
- Записки военно-полевого хирурга. — Сан. упр. Волховского фронта, 1943.
- Местное обезболивание по методу ползучего инфильтрата. — 5-е изд., перераб. и доп. А. А. Вишневским. — М.: Медгиз, 1956. — 352 с
- Дневник хирурга — М.: Медицина, 1967. — 472 с.
- Вишневский А. А., Шрайбер М. И. Военно-полевая хирургия: Руководство для врачей и студентов. — 2-е изд., доп. и испр. — М.: Медицина, 1968. — 332 с.

## Память

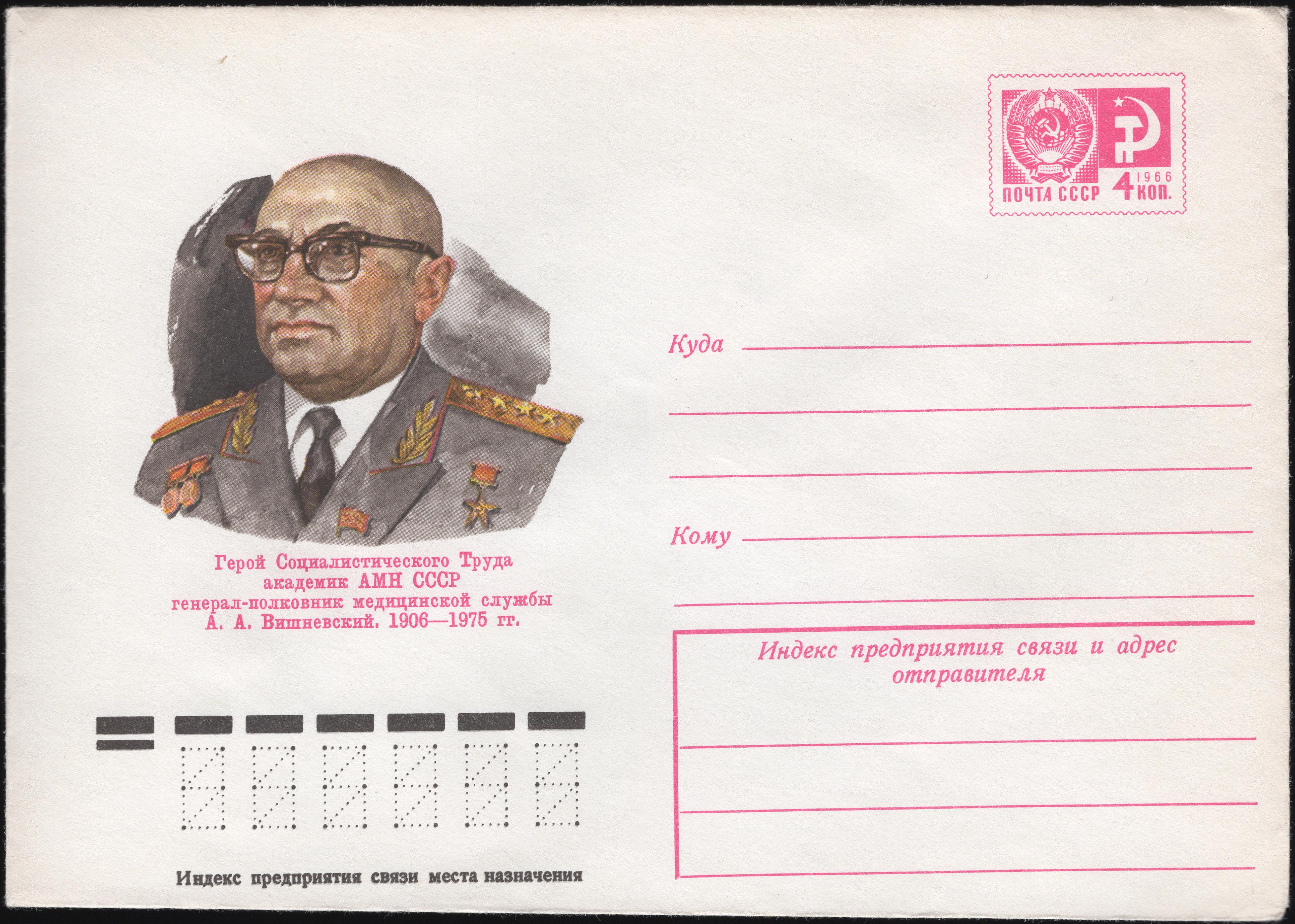
Почтовый конверт. СССР, 1976 год

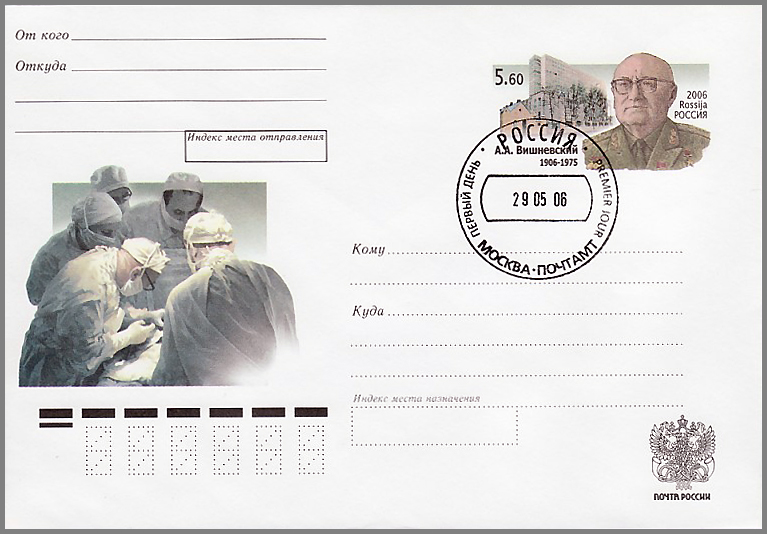
Почтовый конверт. Россия, 2006 год

- Выпущены две медали с портретным изображением академика А. А. Вишневского, выполненные в 1978 г. на Московском монетном дворе. Автор — московский скульптор-медальер А. А. Леонова. Отчеканены из бронзы (обе — диаметром 65 мм). Портретное изображение ученого — погрудное, почти в фас (нечастый ракурс для медали), весьма рельефное, а потому технологически трудное для исполнения, но эффектное и запоминающееся. На лицевых сторонах (аверсах) имеется надпись: «Генерал-полковник / мед. службы» (слева) и «А. А. Вишневский / 1906 / 1975» (справа). Заказчик первой медали — Институт хирургии им А. В. Вишневского АМН СССР, вторая медаль выполнена по заказу Центрального военного клинического госпиталя им. А. А. Вишневского Министерства обороны СССР[10].
- С 1976 года его имя носит Центральный военный клинический госпиталь, созданный в 1968 году в городе Красногорске Московской области (ныне Национальный медицинский исследовательский центр высоких медицинских технологий — Центральный военный клинический госпиталь имени А. А. Вишневского).
- На здании Каневской районной больницы (Канев, Черкасская область, Украина), в которой в 1941 году работал А. А. Вишневский, установлена мемориальная доска[11].